# Riocentro

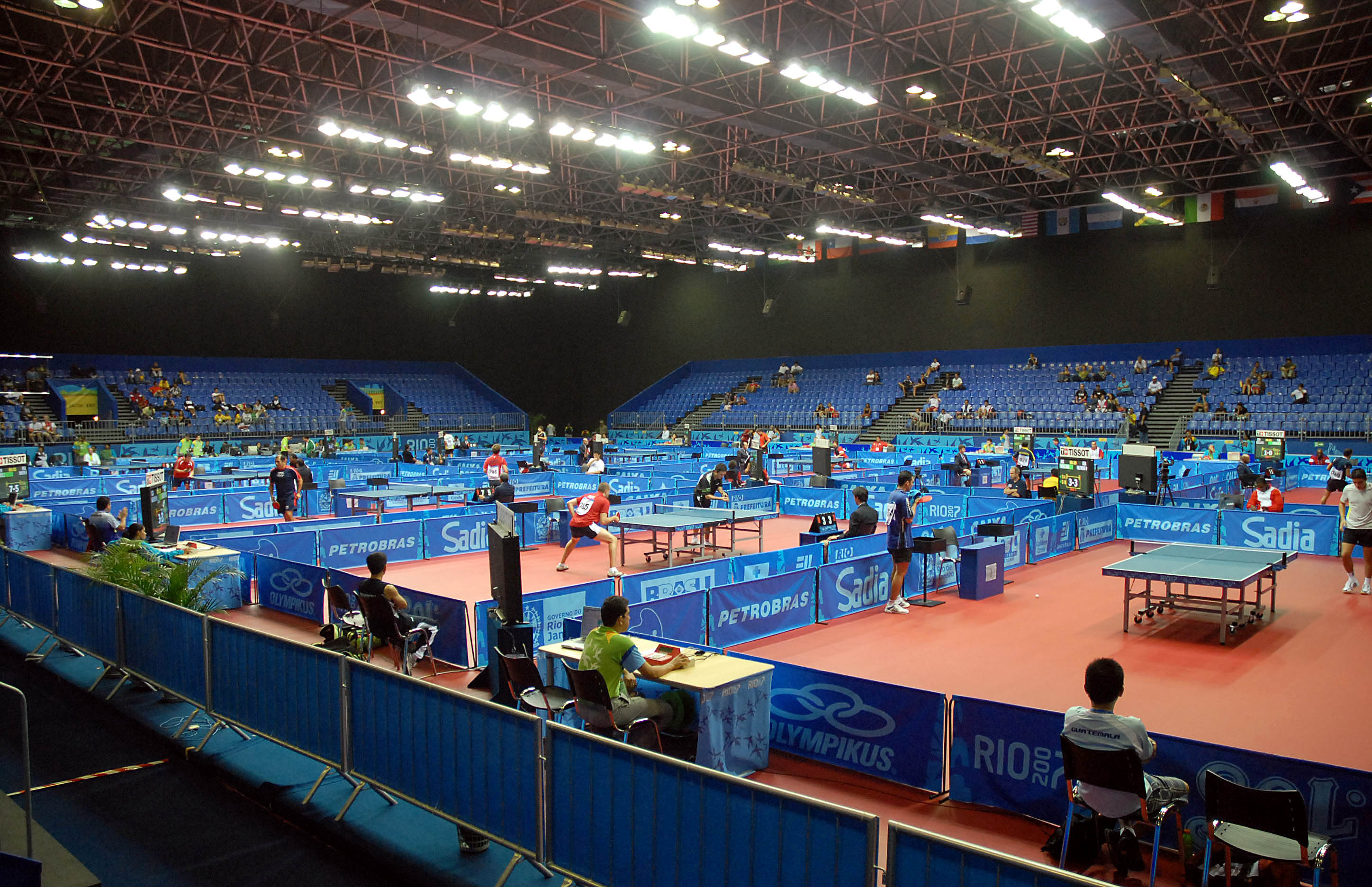
Complexo para as competições de tênis de mesa no Riocentro, durante os Jogos Pan-Americanos de 2007.

O Riocentro é um centro de convenções localizado no bairro da Barra Olímpica (anteriormente parte de Camorim) na cidade do Rio de Janeiro, no Brasil. É o segundo maior centro de convenções da América Latina. É composto por cinco pavilhões interligados, que somam 100 000 metros quadrados em um parque de 571 000 metros quadrados, com estacionamento para cerca de 7 000 automóveis e 60 ônibus. Foi eleito, nos anos de 2006 e 2007, o mais destacado da América do Sul pelo World Travel Awards.

## História

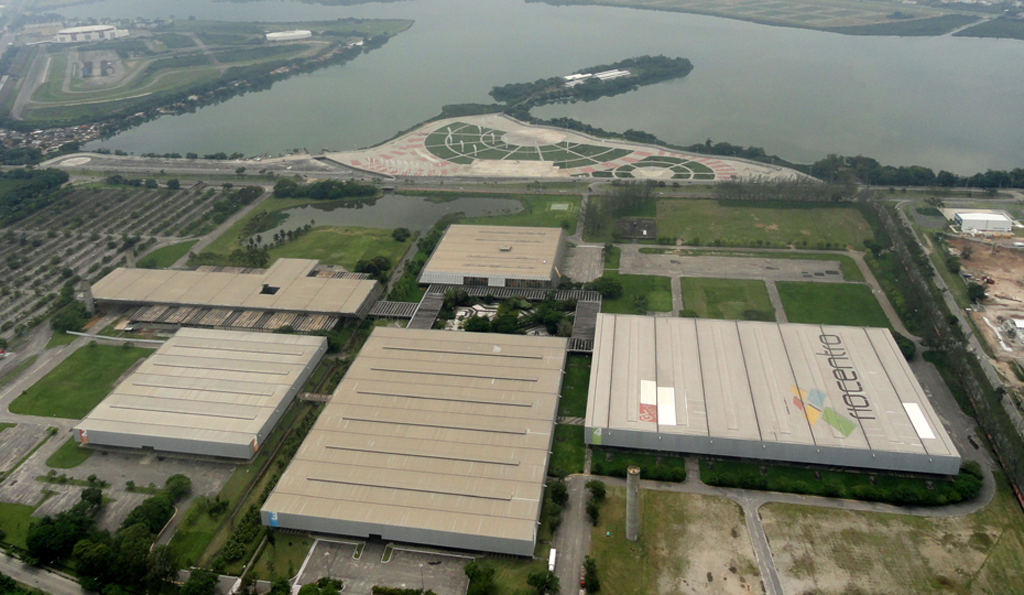
Vista aérea do Riocentro.

Inaugurado em 1977, foi projetado e construído especificamente para a realização de eventos de grande porte, tendo sediado, entre outros, a Conferência Internacional das Nações Unidas sobre Meio Ambiente e Desenvolvimento (ECO-92), o 17º Congresso Mundial de Petróleo 2002 e a Rio+20, além de sediar regularmente a Bienal do Livro do Rio de Janeiro. Era administrado pela Prefeitura Municipal do Rio de Janeiro, mas foi privatizado para a empresa francesa GL events sob uma concessão de 50 anos, durante os preparativos para os Jogos Pan-americanos de 2007. A GL promoveu uma reforma parcial, com planos para uma reestruturação global, a fim de ampliar o complexo futuramente.

## Atentado do Riocentro
Em 1981, durante o período da ditadura militar no Brasil, houve um atentado conhecido como Atentado do Riocentro, durante um show comemorativo do Dia do Trabalhador. Na ocasião o governo culpou radicais da esquerda pelo atentado. Essa hipótese já não tinha sustentação na época e atualmente já se comprovou, inclusive por confissão, que o atentado no Rio centro foi uma tentativa de setores mais radicais do governo (principalmente do CIE e o SNI) de convencer os setores mais moderados do governo de que era necessária uma nova onda de repressão de modo a paralisar a lenta abertura política que estava em andamento. Esse episódio marcou a decadência do regime militar no Brasil, que daria lugar ao restabelecimento da democracia.